# Кирюшин, Юрий Фёдорович
Ю́рий Фёдорович Кирю́шин (род. 13 января 1946, Бердск, Новосибирская область) — советский и российский археолог, доктор исторических наук (1987), профессор (1990), профессор кафедры археологии, этнографии и музеологии Алтайского государственного университета, член редакционных коллегий и советов таких журналов, как «Археология, этнография и антропология Евразии», «Известия Алтайского государственного университета», «Вестник ТГУ. История», «Теория и практика археологических исследований». Основатель научной археологической школы в Барнауле.

## Биография
Родился 13 января 1946 году в Бердске Новосибирской области.
В 1964 году — окончил среднюю школу; принят в Институт катализа СО АН СССР препаратором, переведен на должность лаборанта.
В 1965 году — поступил в Томский государственный университет (ТГУ) на историко-филологический факультет.
С 1969 года — заведующий Музеем археологии и этнографии Сибири ТГУ; провел первую самостоятельную экспедицию по Васюгану (Среднее Приобье).
В 1969—1970 годах — стажировка в Ленинградском отделении Института археологии АН СССР.
С 1970 года — младший научный сотрудник Проблемной лаборатории истории, археологии и этнографии при ТГУ.
В 1977 году — защитил кандидатскую диссертацию в Институте археологии АН СССР (Москва); избран по конкурсу старшим преподавателем кафедры истории СССР Алтайского государственного университета (АГУ).
В 1978 году — заведующий внебюджетной Лабораторией археологии, этнографии и истории Алтая АГУ.
В 1979 году — вышла первая научная монография «Бронзовый век Васюганья», написанная в соавторстве с географом А. М. Малолетко.
В 1980 году — избран доцентом кафедры истории СССР АГУ.
В 1983 году — переведен на должность старшего научного сотрудника для подготовки докторской диссертации.
В 1987 году — защитил докторскую диссертацию в Новосибирске.
В 1988 году — избран профессором кафедры дореволюционной отечественной истории; с открытием на историческом факультете АГУ кафедры археологии, этнографии и источниковедения стал её заведующим.
В 1990 году — получил звание профессора.
В 1991 году — назначен на должность проректора по научной работе; при АГУ открыт Научно-исследовательский институт гуманитарных исследований.
В 1994 году — назначен председателем диссертационного совета по защите кандидатских диссертаций на историческом факультете АГУ.
В 1997—2011 годах — ректор Алтайского государственного университета.
В 2002 году — опубликована большая авторская монография «Энеолит и ранняя бронза юга Западной Сибири».
В 2004 году — АлтГУ вошёл в 100 лучших вузов России и награждён золотой медалью «Европейское качество»; издан крупный научный труд «Энеолит и бронзовый век южно-таежной зоны Западной Сибири».
В 2005 году — кафедра археологии, этнографии и источниковедения АлтГУ заняла первое место по итогам конкурса «100 лучших вузов России» и получила диплом лауреата; университет в числе 100 лучших вузов России и награждён золотой медалью «Европейское качество»; стал председателем совета по защитам докторских диссертаций по трем специальностям. 
В 2005—2006 годах — под руководством Ю. Ф. Кирюшина защищены первые докторские диссертации по археологии выпускниками АГУ.
В 2011—2018 годах — первый президент Алтайского государственного университета.

## Награды и почётные звания
- Действительный член Международной академии высшей школы и Российской академии естественных наук.
- Почетное звание «Заслуженный работник АГУ» (1997).
- Почетный работник высшего профессионального образования России (1998) — за большой вклад в развитие научных исследований и подготовку кадров
- Лауреат премии Президента Российской Федерации в области образования (2002).
- Почетный профессор Алтайского государственного университета; знак «За заслуги перед городом Барнаулом» (2003).
- «Заслуженный работник высшей школы Российской Федерации»; почетный знак «Ректор года» (2004).
- «Заслуженный деятель Республики Алтай» с вручением нагрудного знака; почетный знак «Ректор года» (2005).
- Медаль «За заслуги перед обществом» (Алтайский край, 2 апреля 2020) — за многолетний добросовестный труд, большой личный вклад в развитие науки и образования в Алтайском крае

## Научная деятельность и труды

### Диссертации
«Бронзовый век Васюганья» (Москва, 1977).
«Энеолит, ранняя и развитая бронза Верхнего и Среднего Приобья» (Новосибирск, 1987).

### Монографии
1. Бронзовый век Васюганья / Ю. Ф. Кирюшин, А. М. Малолетко. — Томск, 1979.
2. Очерки истории Алтайского края / Ю. Ф. Кирюшин, А. П. Бородавкин, Ю. С. Булыгин и др. — Барнаул, 1987.
3. Археология Нижнетыткескеньской пещеры 1 / Ю. Ф. Кирюшин, А. Л. Кунгуров, Н. Ф. Степанова. — Барнаул, 1995.
4. Очерки культурогенеза народов Западной Сибири: коллективная монография. Т.  I, кн. 1: Поселения и жилища / Ю. Ф. Кирюшин, М. Т. Абдулганеев, В. А. Борзунов и др. — Томск, 1995.
5. Скифская эпоха Горного Алтая. Ч. I : Культура населения в раннескифское время / Ю. Ф. Кирюшин, А. А. Тишкин. — Барнаул, 1997.
6. Древнейшие могильники северных предгорий Алтая : монография / Ю. Ф. Кирюшин, Н. Ю. Кунгурова, Б. Х. Кадиков. — Барнаул, 2000.
7. История Республики Алтай: коллективная монография. Т. 1. Древность и средневековье / Ю. Ф. Кирюшин, А. М. Малолетко, А. П. Деревянко и др. ; гл. ред. А. П. Деревянко; отв. ред. А. С. Суразаков. — Горно-Алтайск, 2002.
8. Энеолит и ранняя бронза юга Западной Сибири. — Барнаул, 2002.
9. Погребальный обряд населения эпохи ранней бронзы Верхнего Приобья (по материалам грунтового могильника Телеутский Взвоз-I): монография / Ю. Ф. Кирюшин, С. П. Грушин, А. А. Тишкин. — Барнаул, 2003.
10. Скифская эпоха Горного Алтая: монография. Ч. II : Погребально-поминальные комплексы пазырыкской культуры / Ю. Ф. Кирюшин, Н. Ф. Степанова, А. А. Тишкин. — Барнаул, 2003.
11. Скифская эпоха Горного Алтая: монография. Ч. III: Погребальные комплексы скифского времени Средней Катуни / Ю. Ф. Кирюшин, Н. Ф. Степанова. — Барнаул, 2004.
12. Энеолит и бронзовый век южно-таёжной зоны Западной Сибири. — Барнаул, 2004.
13. Березовая Лука — поселение эпохи бронзы в Алейской степи : монография. Т.  I. / Ю. Ф. Кирюшин, А. М. Малолетко, А. А. Тишкин. — Барнаул, 2005.
14. Погребальный обряд населения андроновской культуры Причумышья (по материалам могильника Кытманово) / А. П. Уманский, Ю. Ф. Кирюшин, С. П. Грушин. — Барнаул, 2007.
15. Культурно-хронологические комплексы поселения Тыткескень-2 (итоги работ 1988—1994 гг.) / Ю. Ф. Кирюшин, К. Ю. Кирюшин. — Барнаул, 2008.
16. Афанасьевские погребальные комплексы Средней Катуни (результаты исследований Катунской археологической экспедиции в зоне строительства и затопления Алтайской ГЭС в 2006—2007 гг.) / Ю. Ф Кирюшин, С. П. Грушин, В. П. Семибратов и др. — Барнаул, 2010.
17. Инновационное развитие территории: теория и межрегиональная практика / Ю. Ф. Кирюшин, В. И. Зинченко, Н. Н. Минакова. — Барнаул, 2010.
18. Березовая Лука — поселение эпохи бронзы в Алейской степи: монография. Т. II / Ю. Ф. Кирюшин, С. П. Грушин, А. А. Тишкин. — Барнаул, 2011.
19. Многослойное поселение Комарово-1 в ретроспективе истории заселения оз. Иткуль / М. Т. Абдулганеев, Ю. Ф. Кирюшин, Н. Ю. Кунгурова. — Барнаул, 2011.
20. Историко-культурное наследие «Бирюзовой Катуни» (опыт интеграции в сферу туризма): монография / К. Ю. Кирюшин, Ю. В. Кирюшина, В. П. Семибратов и др.; под науч. ред. А. А. Тишкина. — Барнаул, 2013.
21. Елунинский археологический комплекс Телеутский Взвоз-I в Верхнем Приобье: опыт междисциплинарного изучения: коллективная монография / С. П. Грушин, Ю. Ф. Кирюшин, А. А. Тишкин и др.; отв. ред. А. П. Деревянко. — Барнаул, 2016.

### Учебные пособия
1. История Алтая: учеб. пособие. В 3 ч. Ч. 1 / Ю. Ф. Кирюшин, А. П. Бородавкин, В. Н. Владимиров и др. — Барнаул, 1983.
2. Сквозная программа учебной и производственной практики студентов исторического факультета / Ю. Ф. Кирюшин, Ю. С. Булыгин, Н. И. Кругова и др. — Барнаул, 1984.
3. Методика обработки коллекций каменного инвентаря неолитического времени: учеб. пособие / Ю. Ф. Кирюшин, В. Т. Петрин, Т. И. Нохрина. — Барнаул, 1993.
4. История Алтая: учеб. пособие. Ч. 1 / Ю. Ф. Кирюшин, М. Т. Абдулганеев, Ю. С. Булыгин и др. — Барнаул, 1995.
5. Андроновская культура на Алтае (по материалам погребальных комплексов) / Ю. Ф. Кирюшин, Д. В. Папин, О. А. Федорук. — Барнаул, 2015.